# Rigaut de Barbezieux
Pour les articles homonymes, voir Rigaud et Barbezieux (homonymie).
Rigaut de Berbezilh (aussi Berbezill ou Barbesiu, en français : Rigaud de Barbezieux, en latin : Rigaudus de Berbezillo) était un troubadour occitan (1140-1163) de la petite noblesse de Saintonge. Une quinzaine de ses poèmes subsistent, dont un planh et neuf ou dix cansos. Son nom est parfois donné comme Richart ou Richartz.

## Biographie
Les dates de sa vie sont contestées ainsi que les dates de ses travaux. Pour la plupart dont Alberto Varvaro, Rigaud de Barbezieux aurait composé ses œuvres vers 1170 et 1210-15. Pour d'autres comme Rita Lejeune la production serait plutôt à situer vers 1140-1157-58. Il s'agissait d'un troubadour précoce.
Selon sa vida, dont la fiabilité est douteuse, il était un pauvre chevalier du château de Barbezieux au sud d'Angoulême et Cognac dans le diocèse de Saintes,. Il a été décrit comme capable et beau, mais saup mielhs trobar qu'entendre ni que dire : "il a su mieux composer la poésie que l'écouter ou la réciter." Il était réputé par l'auteur de la vida pour être timide, surtout en compagnie de nobles, mais pour chanter « de manière charmante » avec encouragement.
Aussi selon sa vida, il est tombé amoureux de la femme de Jaufre de Tonnay (Gaufridus de Tonai), peut-être une fille de Jaufré Rudel. Elle lui a fait "de doux semblants d'amour... comme une dame qui a voulu qu'un troubadour invente des poèmes à son sujet". Il l'a appelée Miellz-de-Domna, un senhal signifiant « meilleur des dames », dans au moins quatre de ses travaux. Bien qu'il ait chanté des chansons au sujet de Miellz-de-Domna pendant longtemps, il n'aurait pas eu de relation sexuelle avec elle. Quand elle est morte, il est allé en Espagne et, selon deux manuscrits de sa vida, a passé le reste de sa vie à la cour de Diego López II de Haro, un patron célèbre des troubadours.
Il est généralement admis que Rigaut était en effet issu d'une famille qui avait été au service du seigneur du château de Barbezieux. Sa famille était probablement éloignée de celle de Jaufré Rudel par l'intermédiaire des comtes d'Angoulême. Lui-même était probablement le plus jeune de deux fils, mais il s'est marié avec une famille notable de l'Angoumois. Il semble avoir passé sa vie entière dans la région juste au sud d'Angoulême et, d'après un document postérieur à 1157, il serait entré dans un monastère.

## Analyse
Il a eu une grande influence sur l'École sicilienne et il est cité dans le Roman de la Rose.
Son chansonnier exprime le pouvoir souverain de l'amour.
Ses chansons utilisent un bestiaire exotique et varié dont l'éléphant fait partie.
Il serait le premier à mentionner Perceval et son Graal dans sa production littéraire médiévale.
Son style d'écriture lui vaut d'être comparé à de nombreuses reprises au troubadour Arnaud Daniel consacré comme meilleur ouvrier du parler maternel.
Dans ses œuvres on compte huit formules prosodiques différentes, certaines très recherchées.
Rigaud à puisé certaines images de ses poèmes dans la matière celtique, dans les récits bibliques et chez Ovide.

## Adaptation contemporaine
Certaines de ses chansons ont été interprétées, notamment par La Compagnie médiévale,.

## Œuvres
Selon Joseph Anglade, certaines de ses pièces auraient été perdues ou égarées et il aurait écrit le planh sur la mort du roi Henri II attribué à Bertrand de Born.
- (421,1)[11] Atressi com lo leos (canso, musique conservée)
- (421,2) Atressi con l'orifanz (canso d'un grand succès, transmise à d'autres troubadours, musique conservée)
- (421,3) Atressi con Persevaus (canso, musique conservée)[12]
- (421,4) Be-m cuidava d'amor gardar (canso)
- (421,5) Ben volria saber d'amor (canso)
- (421,5a) En chantanz ieu plaing e sospir (planh pour Raimond-Bérenger V, comte de Provence, mort en 1245)
- (421,6) Lo nous mes d'abril comensa (canso)
- (421,7) Pauc sap d'amor qui merce non aten (canso)
- (421,8) Pois qu'en mi dons es tan d'onor e sen (canso)
- (421,9) Tot atressi con la clartatz del dia (canso)
- (421,10) Tuit demandon qu'es devengud' amors (canso, musique conservée)